# 胡仁济
胡仁济，浙江山阴（今浙江绍兴）人，是一名清朝政治人物。
胡仁济曾于1734年接替文铎任宝山县知县一职，1741年由钱朝模接任。